# ارتفاع موج
ارتفاع موج به صورت اختلاف تراز میان دو تاج و قعر متوالی یک موج تعریف می‌شود. ارتفاع موج توسط ملوانان و نیز در مهندسی سواحل و اقیانوس به کار می‌رود.
معمولاً از ارتفاع موج مشخصه برای معرفی یک کمیت تعریف‌شده و تراز شده برای در نظر گرفتن ارتفاع مشخصهٔ موج‌های تصادفی در دریا استفاده می‌شود. این ارتفاع به عنوان مقداری که یک ملوان مشاهده‌گر از میانگین ارتفاع موج تخمین می‌زند، تعریف می‌شود.

## تعریف‌ها

مشخصات موج

- برای موج سینوسی، ارتفاع موج دو برابر دامنه است:

{\displaystyle H=2a}
- برای موج تناوبی، اختلاف میان بیشینه و کمینهٔ تراز سطح آب (z = η(x – cp t)):

{\displaystyle H=\max \left\{\eta (x\,-\,c_{p}\,t)\right\}-\min \left\{\eta (x-c_{p}\,t)\right\}}
که cp سرعت فاز موج است.
- در موج تصادفی دریایی که تراز آب توسط بویهٔ موج اندازه‌گیری می‌شود، ارتفاع هر موج برابر با اختلاف تراز دو تاج و قعر متوالی است. برای این کار، ابتدا باید سری زمانی اندازه‌گیری شدهٔ موج به موج‌های تکی تفکیک شود. معمولاً هر موج تکی به عنوان فاصلهٔ زمانی میان دو عبور از صفر نزولی متوالی از تراز میانگین تعریف می‌شود.[۲]
- ارتفاع موج مشخصه در دامنهٔ زمان (H1/3) به عنوان ارتفاع میانگین یک‌سوم بالای موج‌های اندازه‌گیری شده تعریف می‌شود:

{\displaystyle H_{1/3}={\frac {1}{{\frac {1}{3}}\,N}}\,\sum _{m=1}^{{\frac {1}{3}}\,N}\,H_{m},}
- که Hm ارتفاع یک موج تکی است که به صورت نزولی مرتب شده‌است. m=۱ نشان دهندهٔ بزرگترین موج و m=n نشان دهندهٔ کوچکترین موج است.
- ارتفاع موج مشخصه در دامنهٔ بسامد (Hm0) برای طیف اندازه‌گیری شده و پیش‌بینی شدهٔ تغییرات موج به کار می‌رود. می‌توان آن را به صورت ضریبی از واریانس (m0) یا انحراف معیار (ση) تراز سطح آب به کار برد:[۳]

{\displaystyle H_{m_{0}}=4{\sqrt {m_{0}}}=4\sigma _{\eta }}